# Vertrag von Konstantinopel (1678)
Der Vertrag von Konstantinopel, geschlossen am 7. April 1678, war ein Friedensvertrag zwischen dem Osmanischen Reich auf der einen Seite und Polen-Litauen auf der anderen. Die Hohe Pforte ratifizierte die in dem Vertrag von Żurawno 1676 getroffenen Abmachungen. Das von den Türken eroberte Podolien zusammen mit der Hauptfeste Kamieniec Podolski verblieb beim Osmanischen Reich, zudem verzichtete der Sultan auf den von den Polen gemäß dem Vertrag von Buczacz zu entrichtenden, jedoch nie gezahlten Tribut. Die polnische Gesandtschaft wurde durch Jan Krzysztof Gniński angeführt.